# Altranstädtská konvence

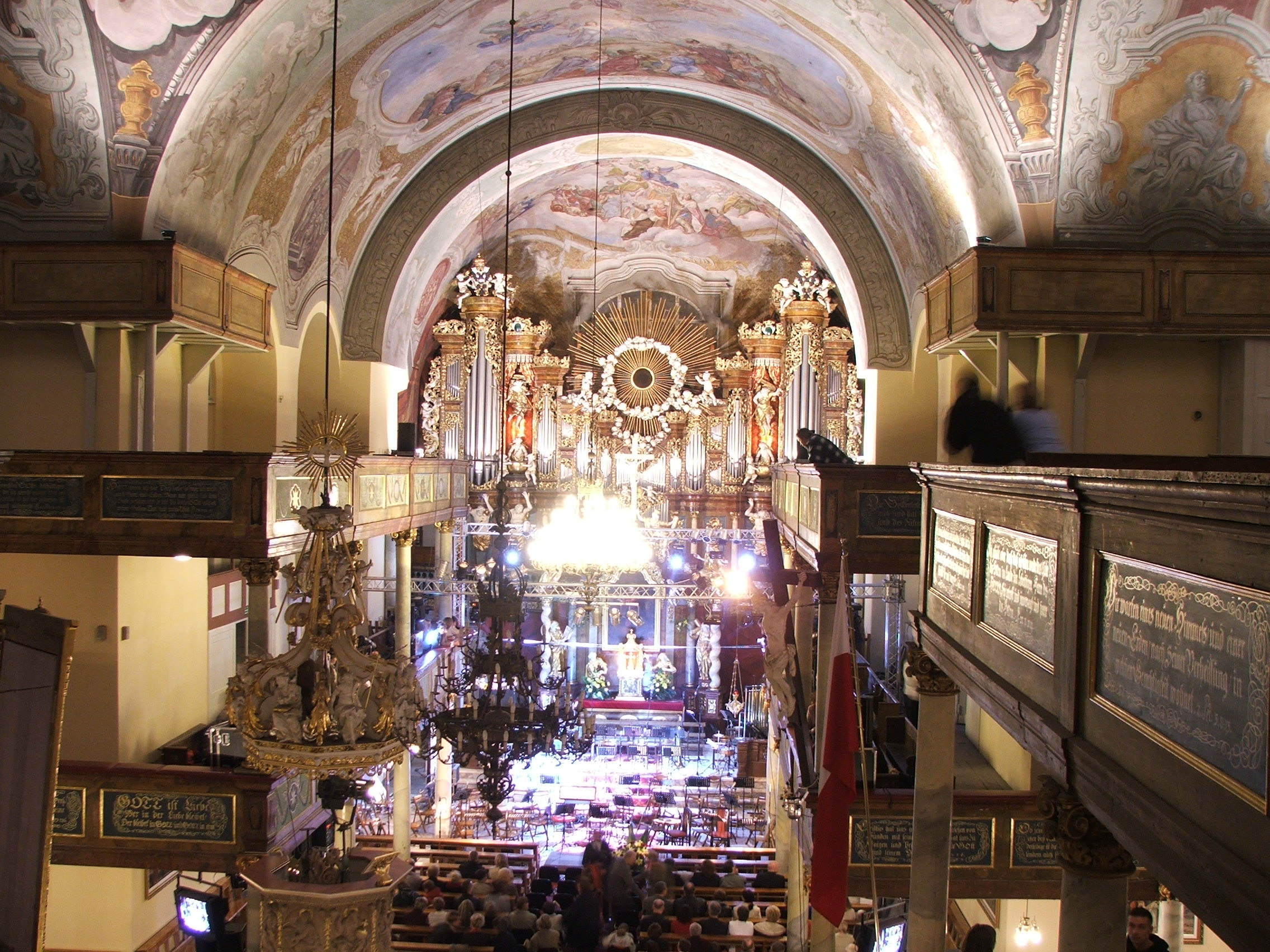
Interiér kostela milosti v Jelení Hoře

Altranstädtská konvence je mezinárodní smlouva uzavřená dne 1. září 1707 na zámku v Altranstädtu v Sasku mezi švédským králem Karlem XII. a císařem Josefem I. Obsahem smlouvy byla ustanovení zlepšující postavení evangelíků ve Slezsku.
Císař Josef I. se zavázal vrátit do půl roku evangelíkům augsburského vyznání všechny kostely a školy, které jim byly odňaty po vestfálském míru. Dále bylo sjednáno, že evangelíci budou moci konat „pokojně a tiše“ domácí bohoslužby, posílat své děti do evangelických škol nebo povolávat pro ně domácí učitele; žádný evangelík nesměl být napříště nucen k účasti na katolických obřadech. Evangelickým kazatelům bylo dovoleno navštěvovat nemocné, vězněné nebo k smrti odsouzené evangelíky a vysluhovat jim Večeři Páně. Dále bylo zakázáno ustanovovat evangelickým poručencům a sirotkům katolické poručníky.
Ze strany Josefa I. se jednalo se o reakci na hrozbu švédského krále Karla XII., jenž táhl skrze Slezsko a hrozil, že se zapojí do právě probíhající války o španělské dědictví proti Habsburkům. Tím si v roce 1707 vynutil u císaře Josefa I. souhlas s Altranstädskou konvencí, díky které se slezským protestantům vrátilo přes 120 kostelů zabraných v dolnoslezských knížectvích. Smlouva byla navíc roku 1709 doplněna o tzv. exekuční reces, díky němuž byla umožněna výstavba šesti nových evangelických svatostánků nazývaných jako Kostely milosti.

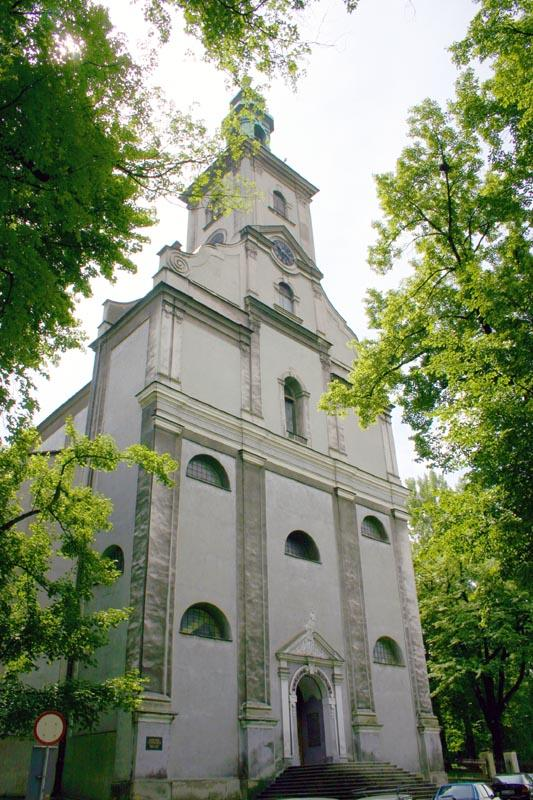
Kostel milosti v Těšíně

V Dolním Slezsku se jednalo o tyto kostely – v Zaháni, Kožichově, Jelení Hoře, Landeshutě a Miliči; v Horním Slezsku  pak o kostel v Těšíně.